# St. Georg (Beirut, maronitische Kirche)

Die maronitische Kathedrale Sankt Georg (links) neben der Moschee Mohammed-al-Amin (rechts)

Sankt Georg (arabisch القديس جاورجيوس, französisch Saint George) ist ein Kirchengebäude der maronitischen Kirche in Beirut. Sie ist Kathedrale des Erzbistums Beirut und somit Sitz des Erzbischofs.

## Geschichte

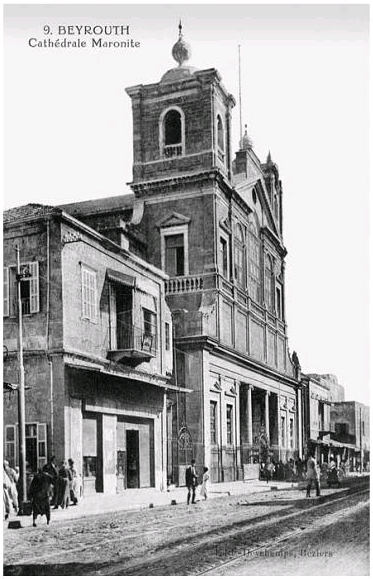
Die Kirche im frühen 20. Jahrhundert

Die maronitische Sankt-Georgs-Kathedrale wurde 1884 bis 1894 im Stil des Klassizismus errichtet. Bauherr war der damalige Erzbischof Monsignore Joseph Debs. Eröffnung der Kirche war Palmsonntag 1894. Sie wurde als Basilika mit einem Hauptschiff und zwei Seitenschiffen, welche durch zwei Säulenreihen getrennt sind, gebaut. Das Kircheninnere wurde an die Basilika Santa Maria Maggiore angelehnt.
Im Libanesischen Bürgerkrieg ab 1975 wurde die Kirche erheblich beschädigt und geplündert. Nach Kriegsende erfolgte eine umfangreiche Sanierung des Kirchenbaus. So wurden mehrere Kunstwerke, welche durch Plünderung verloren gingen, wiederbeschafft. Ein bedeutendes Bild des französischen Malers Eugène Delacroix, welches den heiligen Georg zeigt, wurde restauriert. Nach jahrelanger Sanierung wurde die Sankt-Georgs-Kathedrale am 24. April 2000 vom Patriarchen Nasrallah Boutros Sfeir neu eingeweiht.

## Lage
Die Kirche Sankt Georg liegt im Innenstadtbereich Beiruts. Im Umkreis befinden sich einige der bedeutendsten Sakralbauten der Stadt. Unmittelbar neben ihr wurde die sunnitische Mohammed-al-Amin-Moschee errichtet. Etwa achtzig Meter nördlich befindet sich die Sankt-Georgs-Kathedrale der griechisch-orthodoxen Kirche.